# Petauke
Petauke é uma cidade e um distrito da Zâmbia, localizados na província Oriental.